# Gaststätte Zentrallände

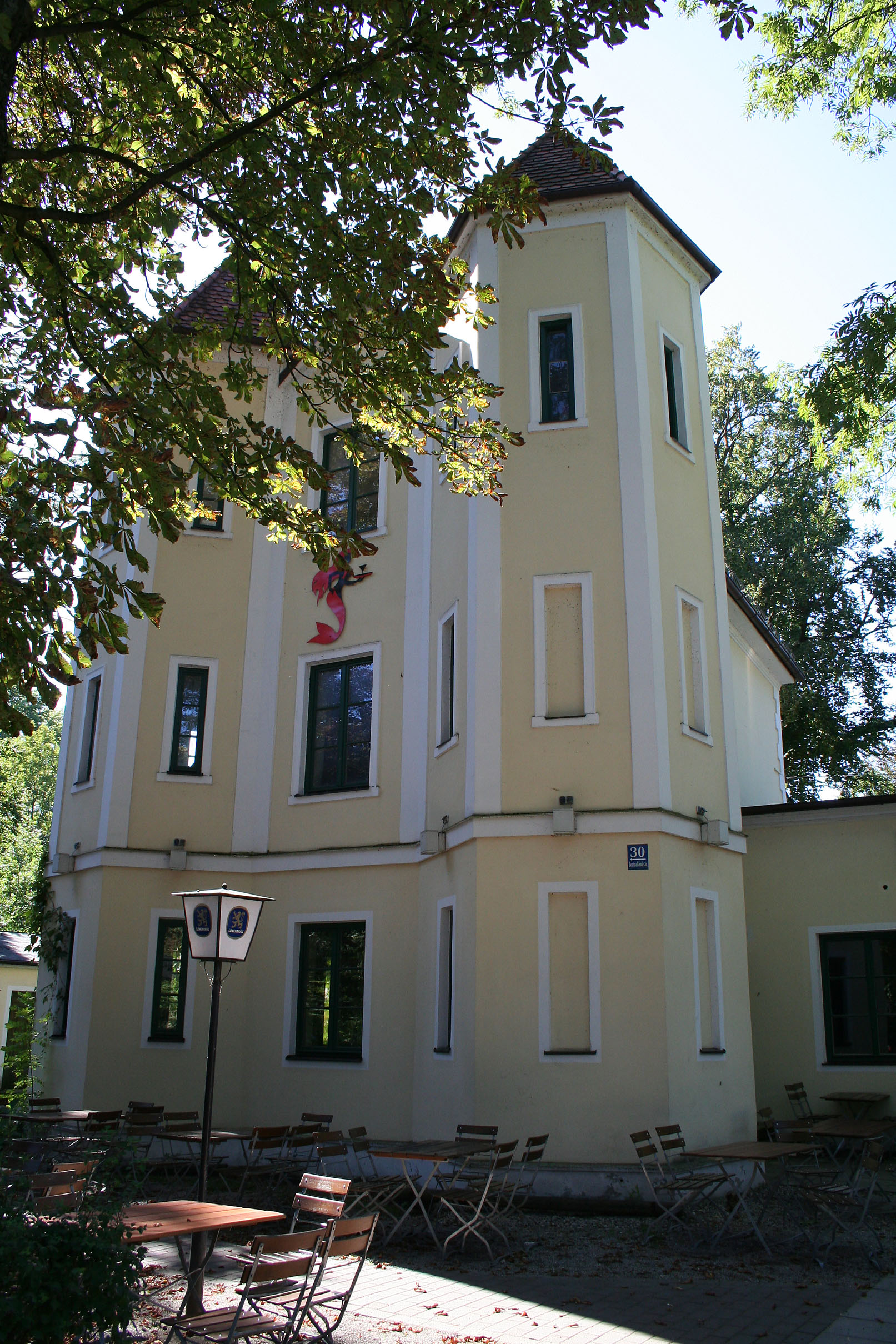
Die Gaststätte Zentrallände

Die Gaststätte Zentrallände ist ein traditionsreiches Wirtshaus in München. Das Gebäude ist als Baudenkmal in die Bayerische Denkmalliste eingetragen.

## Lage
Die Gaststätte liegt im Stadtteil Thalkirchen an der Zentralländstraße 30 nahe der Ecke zur Benediktbeurer Straße. Der Gaststätte gegenüber liegt die Stelle, an der die Zentrallände endet und das Wasser über ein Wehr in den Maria-Einsiedel-Bach überfließt. Das Gelände der Gaststätte ist von dem Gelände des Naturbads Maria Einsiedel umgeben, das von dem Maria-Einsiedel-Bach durchflossen wird.

## Geschichte
Das Gebäude entstand im Zuge der Erschließung der südlichen Isarauen und dem geplanten Ausbau des Thalkirchner Ortsteils Maria Einsiedel zu einer Villenkolonie, die bis auf wenige weitere Villen an der Benediktbeurer Straße jedoch nicht verwirklicht wurde. Die um 1870/75 errichtete Villa diente bis zum Ende des 19. Jahrhunderts als Wohnhaus. Als 1899 in unmittelbarer Nachbarschaft die zentrale Floßlände in Betrieb ging, wurde das Haus um einen eingeschossigen Anbau ergänzt und darin die Gaststätte Zentrallände eröffnet. Das Restaurant selbst wird unter der Bezeichnung Zur Flosslände geführt.

## Beschreibung
Der ursprüngliche Bau ist ein zweigeschossiger Satteldachbau im Stil der Neorenaissance. Die Giebelfront an der Straße ist von zwei dreigeschossigen polygonalen Ecktürmen flankiert. Nach Norden schließt sich das eingeschossige Restaurationsgebäude mit der Gaststube an.